# Ivo Stefanoni
Ivo Stefanoni (Mandello del Lario, 5 giugno 1936) è un ex canottiere italiano, medaglia d'oro nel quattro con, nel ruolo di timoniere, ai Giochi olimpici di Melbourne 1956 e di bronzo, nella stessa gara, a Roma 1960.

## Biografia
Nel 1956 agli Europei di Bled Ivo Stefanoni era il timoniere della Canottieri Moto Guzzi, equipaggio dell'omonima azienda, con agli estremi Franco Trincavelli e Romano Sgheiz, al centro Alberto Winkler e Angelo Vanzin. Vincono il bronzo.
Nello stesso anno lo stesso equipaggio vince l'oro ai Giochi olimpici di Melbourne davanti agli svedesi e ai finlandesi.
L'equipaggio del quattro con, con cui vinse la medaglia olimpica a Roma 1960, era composto anche da Romano Sgheiz, Giovanni Zucchi, Fulvio Balatti e Franco Trincavelli. 
Vincitore in carriera anche di quattro medaglie agli europei, di cui tre d'oro come timoniere dell'otto e di quindici titoli italiani tra il 1953 e il 1972.

## Palmarès
| Anno | Manifestazione     | Sede      | Evento | Risultato | Note  |
| ---- | ------------------ | --------- | ------ | --------- | ----- |
| 1956 | Giochi olimpici    | Melbourne | 4 con  | Oro       |       |
| 1956 | Campionati europei | Bled      | 4 con  | Bronzo    | [ 2 ] |
| 1957 | Campionati europei | Duisburg  | Otto   | Oro       | [ 1 ] |
| 1958 | Campionati europei | Poznań    | Otto   | Oro       | [ 1 ] |
| 1960 | Giochi olimpici    | Roma      | 4 con  | Bronzo    |       |
| 1961 | Campionati europei | Praga     | Otto   | Oro       | [ 1 ] |